# 吳守貞
吳守貞（1508年—？），字夫定，廣東高州府電白縣人，軍籍，明朝政治人物。

## 生平
嘉靖十九年（1540年）庚子科廣東鄉試第五十一名舉人。嘉靖二十年（1541年）中式辛丑科會試第一百七十三名，登第三甲第二百零一名進士。歷官户部郎中，二十九年十月往浙江督催逋賦。官至布政司参议。墓在牛眠坡。

## 家族
曾祖吳政，歲貢生；祖父吳綸，署教諭舉人；父吳思齊，縣丞。前母劉氏；母陳氏。具庆下。